# Democrazy
Democrazy is een jongerencentrum dat in 1987 werd opgericht in Gent als jongerencentrum. Het profileerde zich als forum voor alternatieve (rock)muziek. Het jongerencentrum had een tiental jaar zijn vaste stek in een verlaten textielfabriek, gelegen in de Reinaertstraat in de wijk Brugse Poort (Gent-West). Democrazy gold als "erfgenaam" van het voormalige Gentse jeugdhuis De Zwabber.

## Optredens
Democrazy verwierf vooral bekendheid door bands als Nirvana, Faith No More, Afghan Whigs, Buffalo Tom en Mudhoney te programmeren net voor ze internationaal doorbraken. Verder was het ook de plaats waar gerenommeerde undergroundbands als Fugazi, No Means No, The Swans en vele anderen ooit op de planken stonden. De Amerikaanse indieband Thin White Rope speelde er in 1993 zijn laatste concert. De opname hiervan werd op plaat uitgebracht.

## Vroege geschiedenis
De club functioneerde met een minimaal werkingsbudget en een grote groep vrijwilligers. De sfeer van contestatie en het kraakpand was nooit veraf. De programmatie trok een publiek aan vanuit alle hoeken van het land maar ook Nederland en Noord-Frankrijk. Democrazy beschikte over een bescheiden concertzaal die plaats bood aan een 250-tal personen. De stek werd verlaten in 1998. Enige tijd was er het plan om de Democrazy-werking onder te brengen in een oude Rijnaak in de Gentse haven ('de rockboot'). Door tal van problemen werd dit project nooit gerealiseerd. De club zat in die tijd met enorme gecumuleerde schuld opgezadeld, waardoor Democrazy rond 1997-1998 op de  rand van het faillissement terechtkwam. Dit mede door problemen met geluids- en omgevingshinder in de buurt (Brugse Poort) waar ze gevestigd waren. Een nieuw dagelijks bestuur werd in die tijd aangetrokken om de club overeind te houden en zo mogelijk uit het dal te halen.

## Van jongerencentrum tot concertorganisatie
Democrazy vormde zich na de eeuwwisseling om tot een concertorganisatie, zonder eigen infrastructuur. De organisatie maakt voor de eigen programmatie gebruik van verschillende zalen in Gent (De Vooruit, Minnemeers, Charlatan). De vereniging beheert repetitieruimtes voor startende bands (Leopoldskazerne) en is verder ook betrokken bij de organisatie van de festivals Boomtown en De Beloften, een lokaal rockconcours.